# ごはんの学校
『ごはんの学校』（ごはんのがっこう）は、東海テレビで2006年10月8日から2013年3月31日まで毎週日曜日 11:45 - 11:50（JST）に放送されていた教養番組（ミニ番組）である。

## 内容
「おいしく、楽しく」をモットーに毎週違う先生（2週、3週続く場合もある）が、子供たちに食の大切さを面白さを教える食育番組。また、毎回1品出演者（先生）による料理も紹介する。

## 主な出演（先生）
- 大山のぶ代
- 木之元亮
- 大東めぐみ
- 風見しんご
- 森脇健児
- 服部真湖
- 金山一彦
- 林マヤ
- 奥山佳恵
- 舞の海
- つるの剛士
- 前田耕陽
- 石黒彩（元モーニング娘。）
- 照英
- 佐藤弘道